# Le Berceau du Bodhisattva
Le Berceau du Bodhisattva est le quatrième tome de la série de bande dessinée Jonathan.
À chaque album de la série est associée une liste de musiques d'ambiance. Pour ce tome : 
- Mike Oldfield : Incantations

## Personnages
- Jonathan
- Drolma
- Nancy : infirmière. Jonathan l'a connu lors de son hospitalisation pour amnésie. Elle travaille maintenant à l'hôpital militaire de Leh.
- Sonam : guide, hospitalisé pour une appendicite
- Un moine de Dharamsala : astrologue et bibliothécaire des tibétains en exil. Il découvre qu'un manuscrit a disparu. L'Enfant, réincarnation du dalaï-lama est en danger. Il part donner l'alerte.

## Synopsis
Jonathan et Drolma font escale à Leh où Jonathan retrouve Nancy. Elle leur propose de remplacer un guide hospitalisé pour mener une expédition à Theksey Rompa dans le Tibet occupé. Ils acceptent et rejoignent le groupe, trois occidentaux. C'est une mission de la Croix Rouge internationale qui doit rester secrète. Les médicaments sont aussi destinés à la Résistance tibétaine.
La traversée des montagnes est dangereuse : avalanches, ponts suspendus branlants. Drolma découvre un moine enseveli dans une coulée de neige. Il lui confie un médaillon, un colis et un message à transmettre au monastère : une expédition menace la vie de l'Enfant. Drolma surprend une conversation entre les trois hommes qui confirme ses doutes. Elle se confie à Jonathan. Ils partent au plus tôt donner l'alerte. 
Ils sont reçus par le responsable du monastère. La cassette renferme sept cloches tibétaines. Un enfant du monastère retrouve parmi elle, la seule qui ait réellement appartenu au 1er dalaï-lama. C'est la preuve de sa réincarnation. C'est lui, la cible des tueurs.
Les trois mercenaires pénètrent dans le monastère. Les moines refusent de réagir, pour eux, seul le calme intérieur peut éviter le pire. Jonathan, lui ne peut se retenir, il prend l'enfant et s'enfuit. Il signale sa présence et se casse une jambe en sautant d'un toit. Deux des hommes pensant défoncer une porte, sautent dans le vide. Le troisième ne parvient pas à tirer sur l'enfant. Le futur dalaï-lama est sauvé.